# Alfred Arndt
Alfred Arndt (Elbląg, 26 novembre 1896 – Darmstadt, 7 ottobre 1976) è stato un architetto tedesco legato al Bauhaus, dove ha insegnato dal 1929 al 1932.

## Opere
- 1927-1928 Residenza Bauer, Probstzella, Turingia
- 1936 Haus des Volkes (centro comunitario), Probstzella, Turingia